# Boudoir (biscuit)
Pour les articles homonymes, voir Boudoir et Lady finger.
Ne doit pas être confondu avec le biscuit à la cuillère.

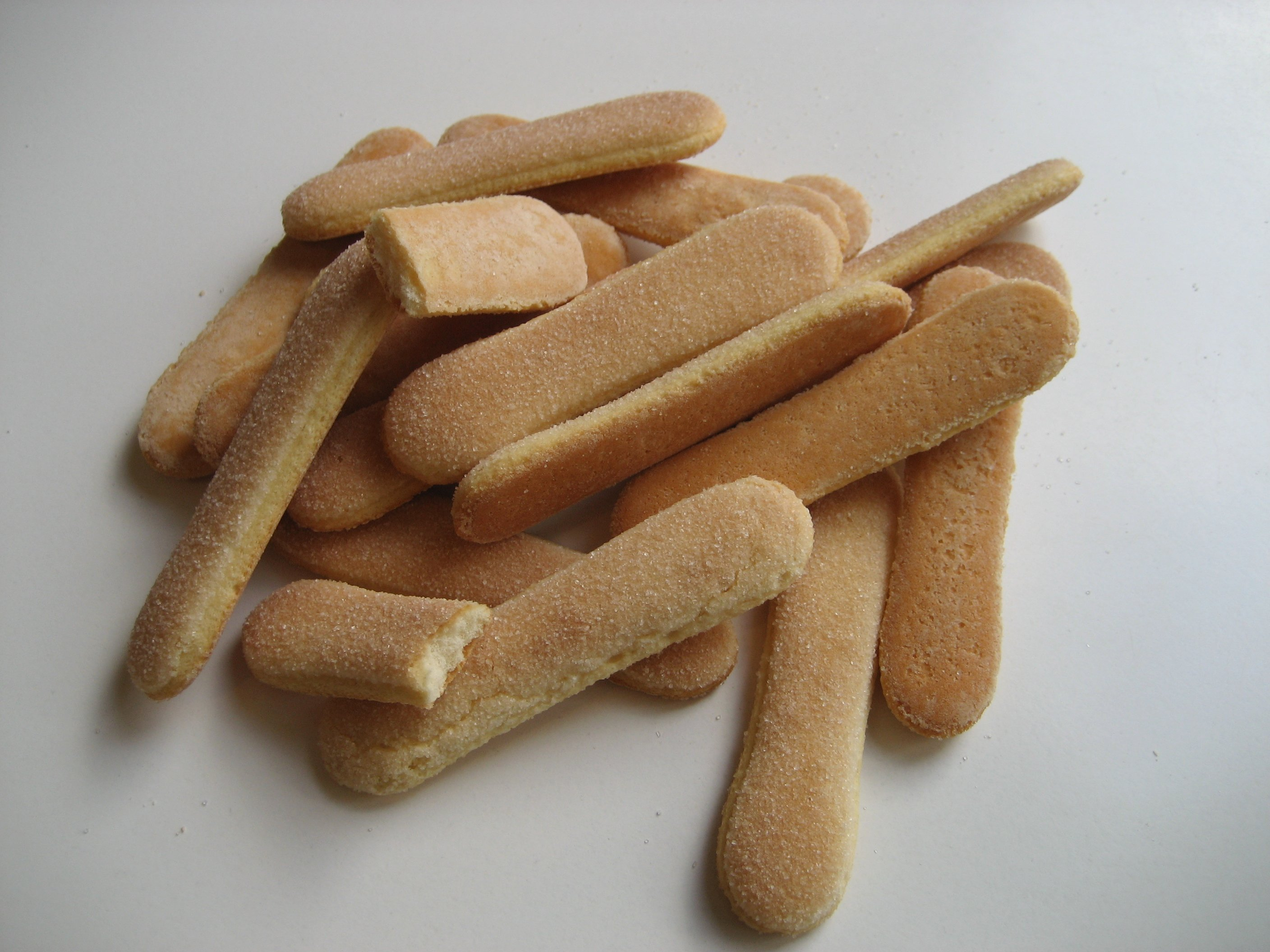
Boudoirs

Le boudoir, parfois appelé biscuit champagne, est un biscuit sec et croquant, de forme allongée, et saupoudré de sucre cristallisé. Il sert traditionnellement d'accompagnement au vin ou au champagne. Il peut également être utilisé dans la confection de la charlotte et du tiramisu au même titre que le biscuit à la cuillère ou le biscuit rose de Reims.

## Histoire
Le boudoir aurait été inventé par le chef à la cour d'Amédée VI de Savoie, lors de la visite de Charles IV de Luxembourg. Certains prétendent que la recette a été inventée par Antonin Carême pour Talleyrand et qu'elle tire son nom de la « diplomatie de boudoir » menée par ce dernier,.

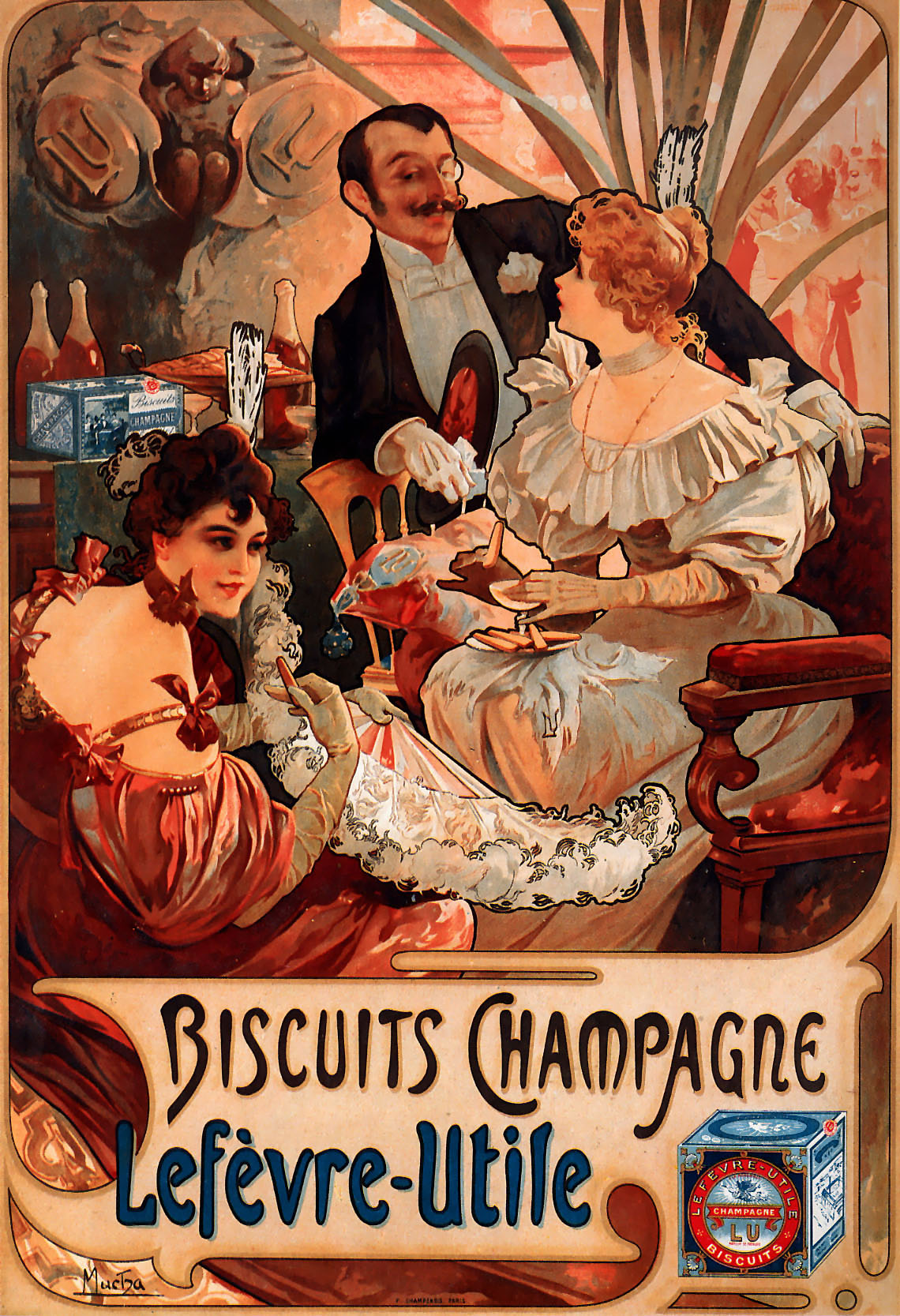
Alfons Mucha, Biscuits Champagne Lefèvre-Utile, 1896, Art Renewal Center.

Dans les années 1880, la maison Lefèvre-Utile commercialise un boudoir baptisé « biscuit champagne », un peu moins humide et s'élargissant à l'une des extrémités, pour faciliter la prise en main. Plusieurs publicités, dont une d'Alfons Mucha, ont contribué à sa notoriété,.

## Confection
Les boudoirs sont confectionnés à partir de farine de froment, d'œufs (au minimum 18 %) et de sucre. Le pourcentage d'œufs doit être indiqué dans la liste des ingrédients. Ces ingrédients sont ensuite mélangés au foisonneur, pour y incorporer de l'air et ainsi obtenir une pâte gonflée. Celle-ci subit ensuite une cuisson douce, après avoir été déposée sur une plaque creusée d'alvéoles qui donnent leur forme aux boudoirs.